# Ozier
Per ozier, o osier (in francese, osier (vimini); in tedesco, ozier), s'intende un decoro a rilievo, nell'impasto dei piatti di porcellana, che venne in uso nel Settecento in Germania, nella fabbrica di porcellana di Meissen e che dava l'idea che il piatto fosse un cestino di vimini.

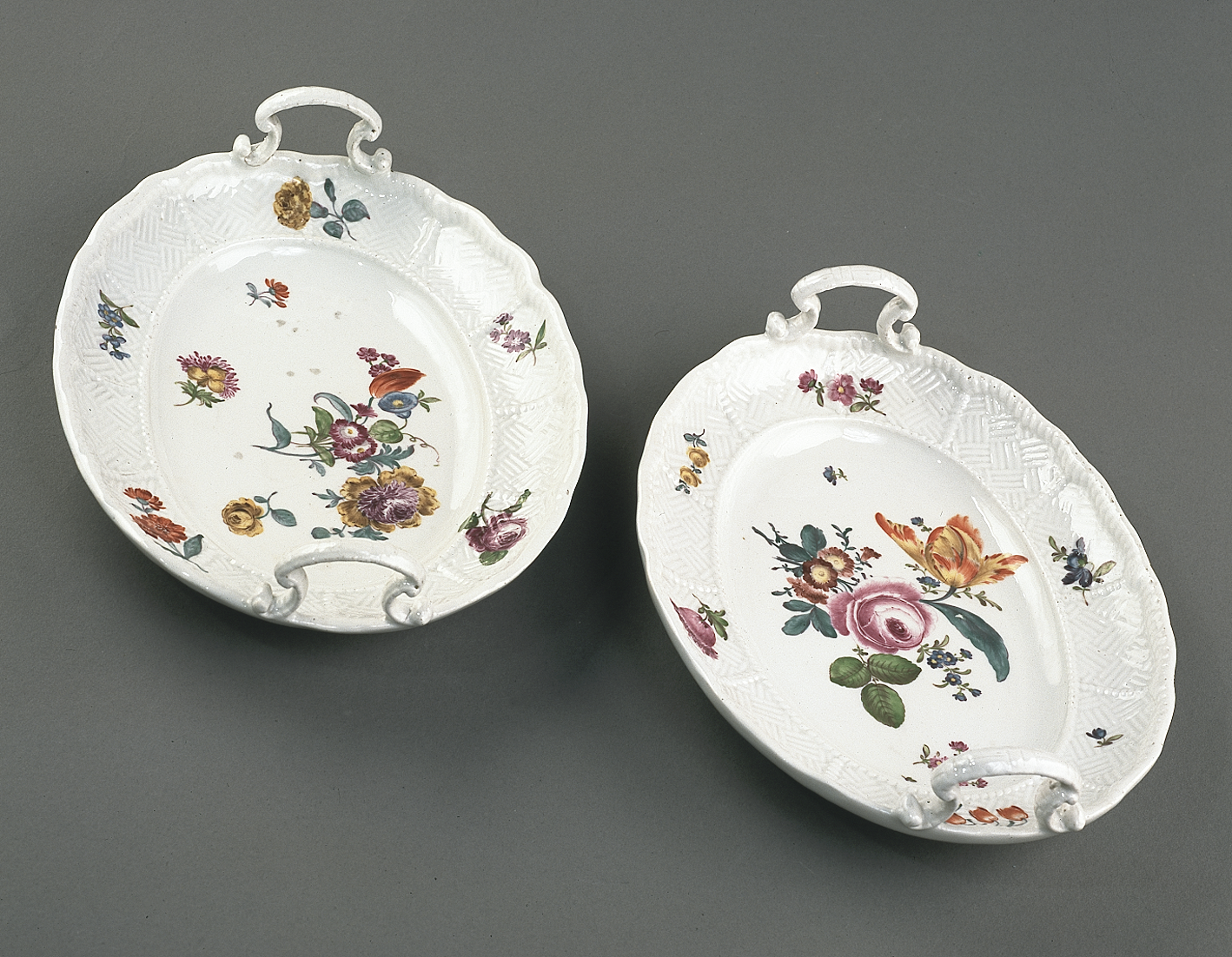
Piatti di Meissen, 1755-1760, vecchio ozier, Hallwyl Museum (Stoccolma)

## Storia
L'idea di stampare piatti in porcellana con un delicato rilievo sul bordo, in modo da dare l'idea di un cestino intrecciato in vimini, venne probabilmente al modellatore di porcellane di Meissen Johann Joachim Kändler, intorno al 1730. L'innovazione fu presto imitata da altri produttori di porcellana e ancora oggi, in varie manifatture, si producono piatti con rilievo ozier.
L'arte di intrecciare giovani e flessibili rami, di una varietà di salice detto Salix viminalis,  per ricavarne stuoie e cestini di vimini, è una tecnica antichissima e popolare.

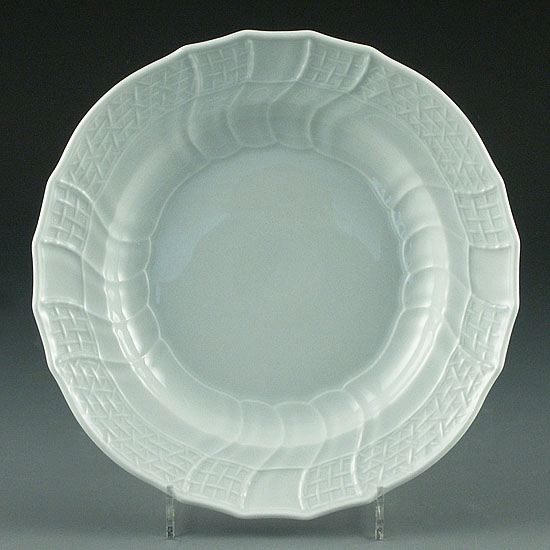
Piatto, nuovo ozier

Nei primi servizi di porcellana a ozier il decoro sul bordo aveva nervature dritte, poste a distanza regolare, come i raggi di una stella con centro ideale al centro del piatto. Prese più tardi il nome di vecchio ozier (old ozier o Altozier). Con questo decoro fu creato, intorno al 1735, un servizio da tavola per il conte polacco Aleksander Józef Sułkowski.
Qualche anno più tardi, intorno al 1742, il disegno del rilievo mutò e le nervature, da dritte divennero curve a S, sul fascino del dominante stile rococò. Questo decoro è noto come nuovo ozier (Brandenstein-Relief, o Neuozier, o new osier).